# Бомбардировка Лондона 8 сентября 1915 года
Бомбардировка Лондона 8 сентября 1915 года — наиболее успешная бомбардировочная операция против Великобритании, осуществленная воздушными силами Германской Империи во время Первой мировой войны. Одна из самых удачных бомбардировочных операций, осуществленных цеппелинами. Была предпринята дирижаблем L-13 из состава Дивизиона дирижаблей Имперского германского флота под командованием Хайнриха Мати.

## История
Германия начала бомбардировочные операции против территории Британских Островов в январе 1915 года. Однако Лондон длительное время был исключён из списка возможных целей для атаки: это было связано с наличием родственных отношений между кайзером Вильгельмом II и британской правящей династией.
Только в мае 1915 этот запрет был официально отменён и германские дирижабли — как армейские, так и флотские — получили возможность бомбардировать британскую столицу. Хотя эти бомбардировки наносили сравнительно небольшой материальный ущерб, германское командование считало их экономически эффективными, так как для противодействия воздушным налётам на тылы британское правительство было вынуждено оттягивать с фронта зенитные орудия, прожекторные установки, истребители и тысячи обученных солдат. Бомбардировки также негативно сказывались на боевом духе британских граждан, а мероприятия по затемнению, эвакуации и воздушные тревоги (в том числе и ложные) создавали перебои в работе фабрик и заводов.
Седьмого сентября армейские жесткие дирижабли LZ-74, LZ-77 и SL-2 осуществили удачный налёт на Великобританию. Петер Штрассер, командир флотского дивизиона дирижаблей, распорядился на следующий день организовать аналогичное нападение силами дирижаблей ВМФ.

## Подготовка операции
Для воздушного налета на Лондон были выбраны три цеппелина Дивизиона Воздушных Кораблей ВМФ Германии: L-11, L-13 и L-14. Все эти дирижабли относились к новой серии «P», имели объём около 31900 кубических метров, развивали скорость до 98 километров в час и имели статический потолок около 2800 метров.
Корабли вылетели из Вильгельмсхафена в 14.00 дня. В 20.30 вечера, на час раньше предполагавшегося срока, соединение прибыло к побережью Британии и было вынуждено дожидаться в воздухе наступления темноты. При этом L-11 прервал полёт из-за неисправности и вернулся на базу.
Оставшиеся два дирижабля направились к Лондону, но, пролетая над Норфолком, L-14 также столкнулся с неисправностью двигателей, сбросил бомбы на Ист-Дерхем и вернулся на базу. В результате, британской столицы этой ночью достиг только один дирижабль — L-13 под командованием капитан-лейтенанта Хайнриха Мати. Он нёс на борту бомбовую нагрузку из 55 зажигательных 5-килограммовых бомб, 14 фугасных 100-килограммовых и одной тяжёлой 300-килограммовой фугасной бомбы. Последняя являлась технической новинкой и впервые была применена в данном рейде.

## Ход операции
Корабль Хайнриха Мати вышел к британской столице с наименее ожидаемого направления — с севера, со стороны Кембриджа. К удивлению экипажа, британские посты наблюдения не заметили ни пересечения цеппелином линии побережья, ни полёта над территорией страны. Затемнение отсутствовало: навигация по ярко освещённым городам и руслам рек не составляла никакого труда для экипажа L-13.
К 22.40, дирижабль L-13 находился над Лондоном. Затемнение по-прежнему отсутствовало, и британцы не подозревали о присутствии германского корабля. Пользуясь уникальной ситуацией, Мати потратил некоторое время на выбор специфических целей для бомбардировок (что не составляло труда при ярком освещении столицы и хорошем знакомстве командира корабля с географией Лондона), с намерением нанести максимальный урон.
Первые бомбы были сброшены в 22.49. Их целью стали склады к северу от Собора Святого Павла, которым был нанесён тяжёлый ущерб: сам собор уцелел по чистой случайности, когда 150-кг бомба взорвалась на соседней улице. Только после этого, британцы, наконец, осознали, что находятся под атакой, включили зенитные прожекторы и открыли огонь из зенитных орудий. В воздух поднялись пять аэропланов: однако ни один из них даже не заметил цеппелина. Один из них позднее разбился при посадке.
Пользуясь замешательством противника, Мати направил дирижабль к центру города, рассчитывая нанести удар по зданию Национального Банка. Однако, в этот момент дирижабль оказался захвачен на несколько секунд лучом прожектора и зенитные орудия наконец открыли прицельный огонь. Хотя прожектористы не сумели удержать корабль в луче, Мати, сочтя дальнейший риск неразумным, приказал сбросить бомбовый груз с высоты 2800 метров и уходить. В этом ударе было сброшено несколько десятков зажигательных и фугасных бомб, и новейшее оружие германских дирижаблей — 300-килограммовая тяжёлая бомба. Она упала около Смитфилд-Маркет, разрушив несколько домов и убив двух человек.
Последний удар L-13, уже отступая, нанёс по Ливерпульскому Вокзалу. Две бомбы были сброшены, но, промахнувшись мимо здания, попали в стоящие на площади омнибусы. Вслед за этим избавившийся от бомбового груза дирижабль набрал высоту около 3000 метров и ушёл в сторону моря. После десятичасового полёта над морем он вернулся на базу в Вильгельмсхафене.

## Последствия

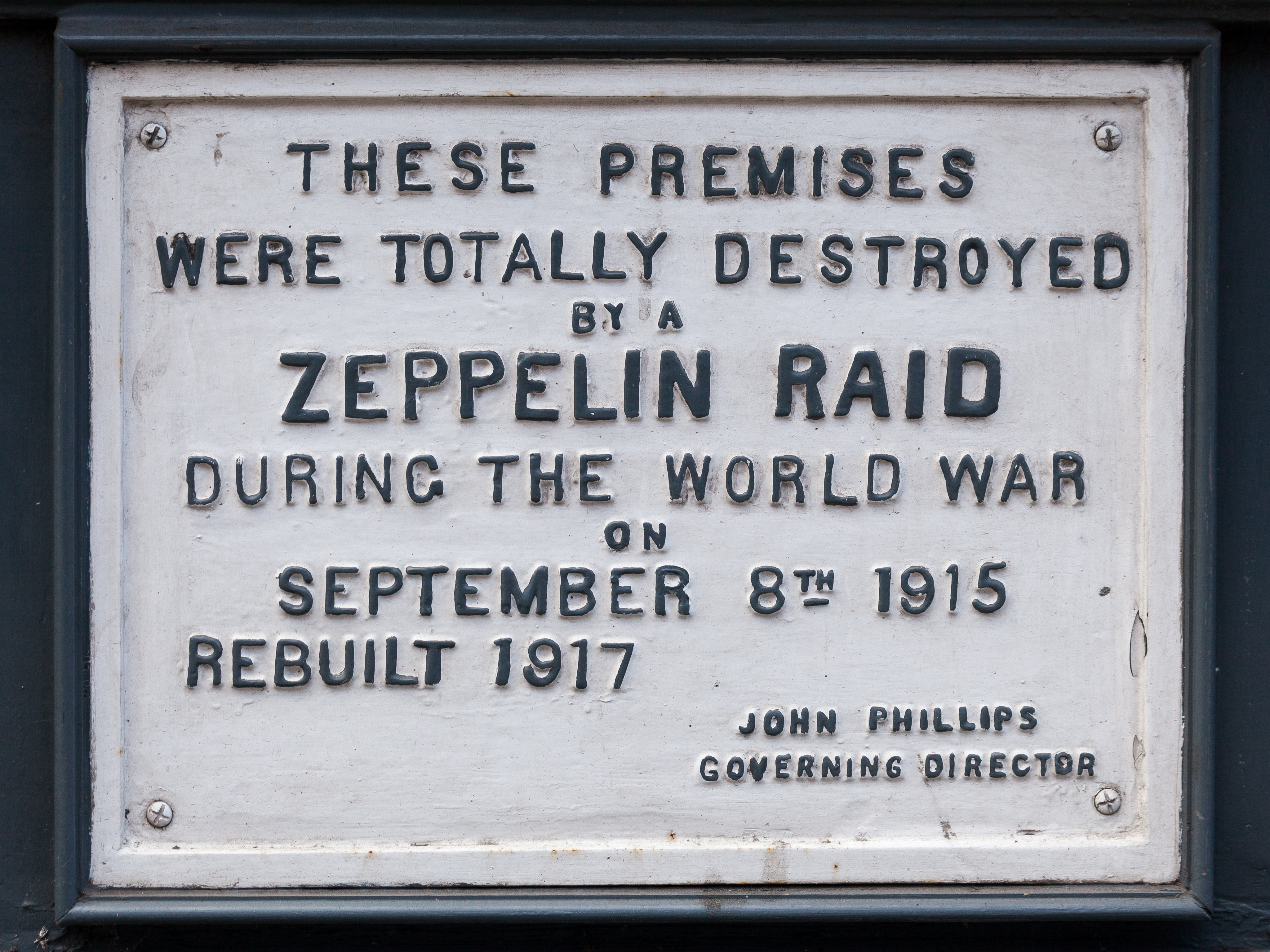
Памятная табличка, установленная в память о жертвах рейда.

Для Великобритании последствия рейда стали удручающими. Одиночный дирижабль сумел незамеченным проникнуть в воздушное пространство Британских Островов, добраться до столицы, и нанести по ней удар. При этом служба ПВО не сумела обнаружить корабль и не подозревала о нём до тех пор, пока первые бомбы не начали взрываться на улицах.
В результате расследования данного инцидента были сделаны следующие выводы о причинах произошедшего:
- Служба обнаружения и предупреждения была построена неадекватно и не гарантировала своевременного предупреждения о приближающихся дирижаблях;
- Затемнение не вводилось в обязательном порядке по ночам;
- Прожектористы были обучены недостаточно, осуществляли поиск цели неумело, и не могли удержать дирижабль в луче;
- 12-фунтовые зенитные орудия имели прицельный потолок не более 2000 метров, и их расчёты не сумели определить правильно высоту полёта дирижабля;
- Аэропланы противовоздушной обороны не были приспособлены к ночным полётам, и не имели эффективного вооружения, способного бороться с цеппелинами.

В результате рейда, в британской столице погибло 22 человека и 87 были ранены. Общий материальный урон составил 534287 фунтов стерлингов. Кроме того, бомбардировочная операция удручающим образом сказалась на настроениях жителей Лондона: внезапная атака без предупреждения и беспомощность противовоздушной обороны вызвала панику и страх.